# Pelezinho (futebolista)
José Dolimar Nunes (São Luís, 31 de outubro de 1941 - São Luís, 6 de março de 2024), mais conhecido como Pelezinho, foi um futebolista brasileiro que atuava como atacante.

## Carreira
É mais um dos clássicos jogadores do futebol maranhense que nasceram no bairro do Anil, conhecido por revelar talentos no futebol local. Lá, começou sua carreira no time amador do bairro chamado Primeiro de Maio.
Iniciou a sua carreira profissional no extinto Vitória do Mar, o chamado "Time da Estiva". As suas atuações no clube despertaram o interesse do Sampaio Corrêa, que logo passou a contar com ele em seu plantel, em 1962.
Em sua primeira passagem pelo clube, sua melhor colocação em um campeonato foi o terceiro lugar do maranhense no ano de 1964.
Na sequência, no mesmo ano de 1964, foi comprado pelo Sport Club do Recife, onde mudou de nome, passando a ser conhecido como "Nunes". Com esse nome, foi convocado para a Seleção Brasileira, representando o Brasil diante da Alemanha Ocidental, onde venceram com um gol do maranhense.
Veio por empréstimo pro Moto Club do Maranhão e acabou não voltando mais, sendo comprado em definitivo. Ao retornar a São Luís, exigiu que voltasse a ser chamado de "Pelezinho".
Representando a Seleção Maranhense em 1967, jogou contra o time do Santos com Pelé.
Em 1972, foi campeão do Brasileirinho, que hoje representa da Série B do Brasileiro, levantando a taça diante do Campinense no Nhozinho Santos. Naquele campeonato, o camisa nove foi o artilheiro, com oito gols.

## Títulos
Moto Club
- Campeonato Maranhense: 1966, 1967, 1968

Sampaio Corrêa
- Campeonato Brasileiro - Série B: 1972
- Campeonato Maranhense: 1972

#### Individuais
- Artilheiro do Campeonato Brasileiro - Série B: 1972 (8 gols)
- Artilheiro do Campeonato Maranhense: 1968 (6 gols)

## Morte
José vinha tendo um acompanhamento oncológico, acabou tendo um infarto e faleceu em São Luís, em 6 de março de 2024, aos 83 anos.